# L'hora 25
L'hora 25 (títol original en francès: La Vingt-cinquième Heure) és una pel·lícula franco-italo-iugoslava dirigida per Henri Verneuil, estrenada el 1967. És una adaptació de la novel·la de Virgil Gheorghiu apareguda el 1949. Ha estat doblada al català.

## Argument
El 1939, en un poble romanès, un home, Iohann Moritz, és denunciat com jueu - tot i que no ho és- pel cap de la policia local que cobeja la seva dona. Moritz és llavors enviat a un camp de treball. La seva dona Suzanna és obligada a demanar el divorci per conservar amb què educat els seus fills. Evadint-se amb altres presoners jueus cap a Hongria, país on la vida és menys dura per als jueus, és pres per espia romanès. Torturat, és llavors enviat com a treballador hongarès «voluntari» a Alemanya. Un metge de les SS el treu de la cua, com a mostra excepcional de puresa de la família heroica , llunyana descendència de la raça ària.
Acaba la guerra com SS i es deixa casar amb una alemanya, abans d'ajudar presoners francesos a escapar-se dels seus carcellers i permetre'ls així unir-se als americans. Considerant-ho llavors com súbdit d'una nació enemiga, aquests l'internen una vegada més com a presoner de guerra. Iohann Moritz és alliberat el 1949, tretze anys després d'haver entrat en el sistema dels camps.

## Repartiment
- Anthony Quinn: Iohann Moritz
- Virna Lisi: Suzanna Moritz
- Serge Reggiani: Traïan Koruga
- Grégoire Aslan: Nicolai Debresco
- Marcel Dalio: Strul
- Jacques Marin: el soldat a casa de Debresco
- Françoise Rosay: Sra. Nagy
- Paul Pavel: presoner al camió
- Jacques Préboist: presoner al camió
- Jean Desailly: el cap de cabinet del ministre
- Michael Redgrave: l'advocat de Iohann
- Albert Rémy: Joseph Grenier
- Jan Werich: el sergent Constantin
- Jacques Marbeuf: l'oficial alemany
- Robert Beatty: el coronel Greenfield
- John el Mesurier: el president del tribunal
- Harold Goldbatt: Isaac Nagy
- Alexander Knox: el procurador